# Ateísmo agnóstico
Ateísmo agnóstico, também chamado de agnosticismo ateístico, é uma posição filosófica que engloba o ateísmo e o agnosticismo. Ateus agnósticos são ateus porque não possuem uma crença na existência de qualquer divindade, e agnósticos porque afirmam que a existência de uma divindade é incognoscível, em princípio, ou ainda é, de fato, desconhecida. O agnóstico ateu pode ser contrastado com o agnóstico teísta, que acredita que uma ou mais divindades existem, mas afirma que a existência ou não de tais é desconhecida ou não pode ser conhecida.

## História
Uma das primeiras definições de ateísmo agnóstico é a de Robert Flint, na sua Croall Lecture, de 1887-1888 (publicada em 1903 sob o título Agnosticism):
O ateu pode ser, contudo e não é raro, um agnóstico. Há um agnósticismo ateu e a combinação de ateísmo com o agnosticismo assim chamada não é incomum.
Se um homem não conseguiu encontrar nenhuma boa razão para acreditar que existe um Deus, é perfeitamente natural e racional que ele não deveria acreditar que exista um Deus, e se assim for, ele é um ateu... se ele vai mais longe e, depois de uma investigação sobre a natureza e o alcance do conhecimento humano, termina na conclusão de que a existência de Deus é incapaz de ser provada, ele deixa de acreditar sobre o fundamento de que ele não pode saber o que é verdade, ele é um agnóstico e também um ateu - um agnóstico ateu - um ateu, porque é um agnóstico...  então, é tão errado identificar o agnosticismo e o ateísmo quanto é igualmente errado separá-los como se um fosse exclusivo do outro...
Ganhador do Prêmio Nobel, o filósofo Bertrand Russell tem sido chamado agnóstico ateu. Ele não acreditava em um deus, mas disse que um filósofo não poderia considerar-se um ateu real, porque a não-existência de um deus não pode ser definitivamente provada